# Eufemio de Toledo
Eufemio, Eufimio o Eufanio fue obispo católico de Toledo a finales del siglo VI.

## Historia
Debió de ser consagrado a mediados de la década de 570, en tiempos del rey Leovigildo, pues en el III Concilio de Toledo convocado por el rey Recaredo el año 589 firmó (por orden de antigüedad) después de Masona de Mérida y antes de Leandro de Sevilla, Migecio de Narbona y Pantardo de Braga. Es posible que Leovigildo, de confesión arriano, le desterrase del reino visigodo como hizo con otros obispos católicos, aunque no hay constancia de ello.
Se dio la circunstancia de que en las actas del concilio, en lugar de firmar como obispo metropolitano de la provincia Cartaginense, como lo hacían los de Toledo al menos desde el tiempo de Montano (527), Eufemio se intituló metropolitano de la Carpetania; supuestamente lo hizo así por no tener jurisdicción sobre toda la provincia, pues en aquellos tiempos la Contestania formaba parte de la provincia de Spania, en poder del Imperio bizantino, pero posteriormente este hecho dio lugar a un cisma en el que algunos obispos cartagineses intentaron instituir una metrópoli distinta de la de Toledo; la controversia se mantuvo hasta que en el año 610 el decreto de Gundemaro resolvió la cuestión declarando oficialmente a Toledo como única metrópoli.
Se supone que Eufemio murió poco después de la celebración del concilio del 589, pues al año siguiente ya consta en la diócesis toledana la presencia de su sucesor Exuperio.

## Leyenda
Algunos autores mencionaron que tuvo por sobrenombre Eladio, que fue benedictino y abad del monasterio agaliense, que tuvo una participación destacada en la boda de Hermenegildo con Ingundis y en su conversión al catolicismo, y que tras el III concilio toledano renunció a la mitra para pasar a África; 
sin embargo estas informaciones provinieron de los falsos cronicones que Jerónimo Román de la Higuera compuso a principios del siglo XVII, como posteriormente quedó demostrado. 
En rigor, la única noticia cierta acerca de este prelado es su asistencia al concilio.
| Predecesor: Pedro | Obispo de Toledo c. 574 – c. 590 | Sucesor: Exuperio |